# أحمد كامل الظاهر
أحمد كامل الظاهر ((بالعبرية: لغ-عر‏)، مواليد 1906 - 6 فبراير 1984) سياسي عربي إسرائيلي. كان عضوًا في الكنيست عن قائمة التقدم والتنمية [الإنجليزية] بين عامي 1959 و1965.

## السيرة الذاتية
من مواليد الناصرة في العهد العثماني، وكان الظاهر عضواً في مجلس مدينة الناصرة منذ ثلاثين عاماً. تم انتخابه لعضوية الكنيست عن قائمة التقدم والتنمية عام 1959، واحتفظ بمقعده في انتخابات عام 1961 لكنه خسره في انتخابات عام 1965. توفي عام 1984.

## وصلات خارجية
- أحمد كامل الظاهر على الموقع الإلكتروني للكنيست